# 태안중학교
태안중학교(泰安中學校)는 대한민국 충청남도 태안군 태안읍 동문리에 있는 공립 중학교이다.

## 학교 연혁
- 1946년 11월 20일 : 태안공립 초급중학교 개교
- 1951년 9월 1일 : 태안중학교 학교명칭 변경
- 1970년 3월 1일 : 태안여자중학교 분리
- 1998년 3월 1일 : 태안고등학교 분리
- 2024년 1월 7일 : 제76회 졸업식(129명, 총 18,025명)
- 2024년 3월 4일 : 2024학년도 입학식(신입생 124명)
- 2024년 9월 1일 : 제31대 곽만영 교장 부임

## 참고 자료
- 태안중학교 - 한국교육학술정보원 학교알리미